# 托马斯·莫法特
托马斯·莫法特（英語：Thomas Moffat，20世纪—），英国男子赛艇运动员。他曾代表英国参加诺丁汉举行的1975年世界赛艇锦标赛，获得男子轻量级八人单桨有舵手铜牌。